# Falcon Motor Corporation

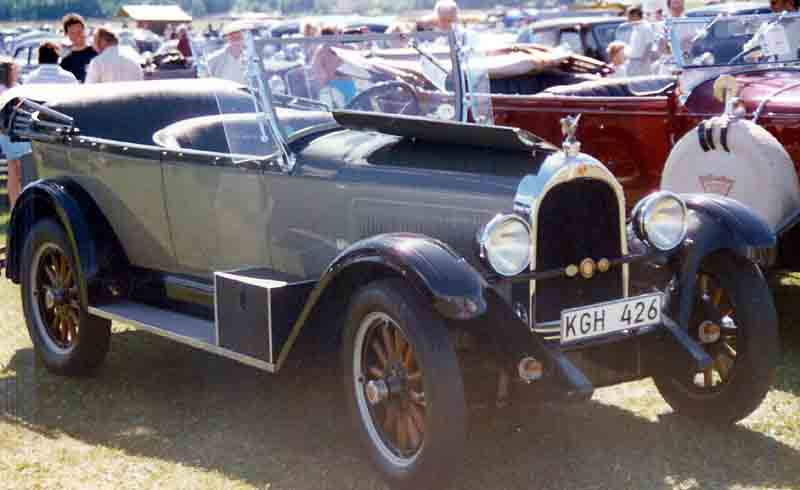
Falcon-Knight von 1927

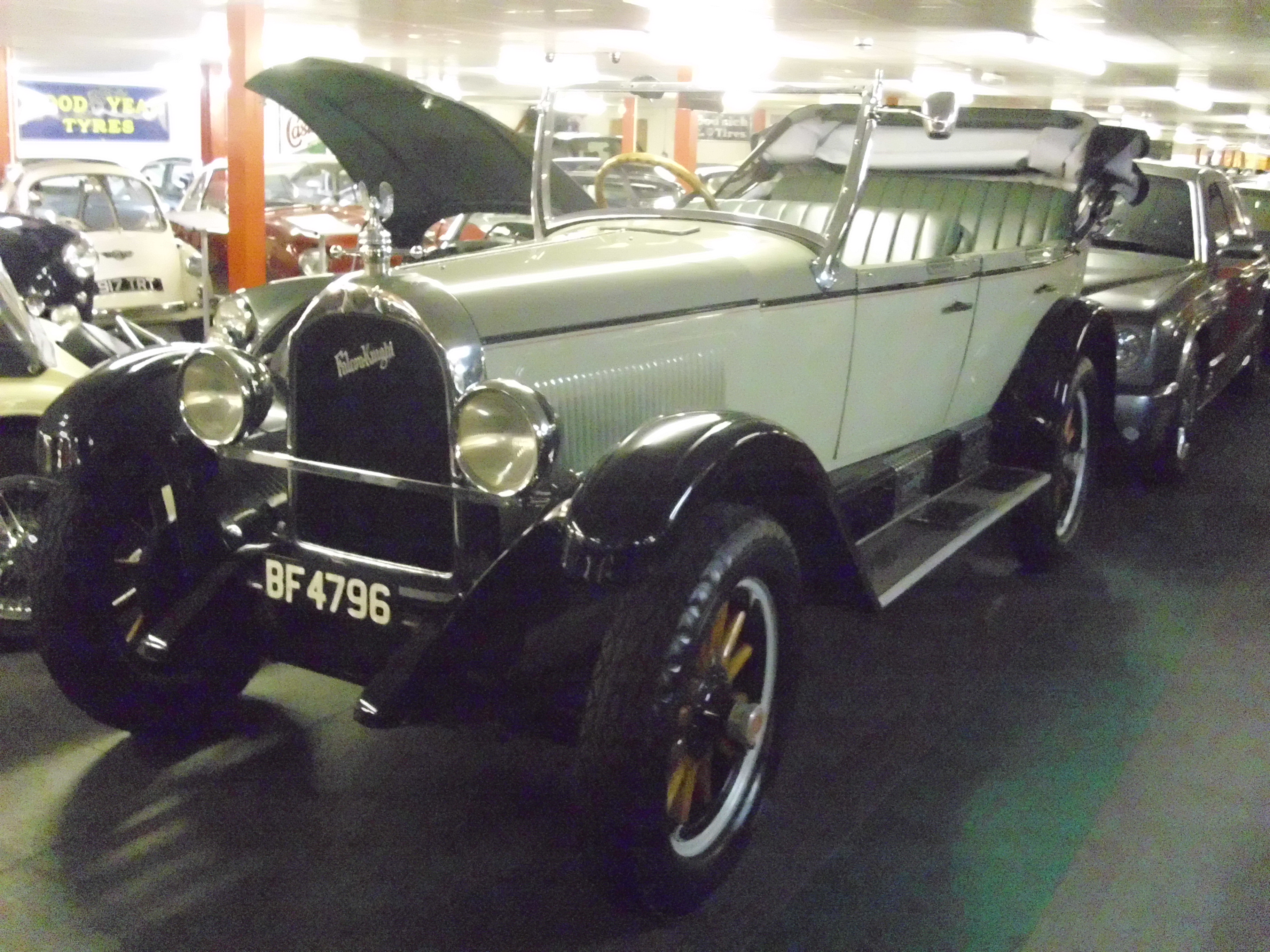
Falcon-Knight Model 10 von 1927

Falcon Motor Corporation war ein US-amerikanischer Hersteller von Automobilen.

## Unternehmensgeschichte
Das Unternehmen wurde 1927 in Detroit in Michigan gegründet. Es gehörte zu Willys-Overland. Präsident war John A. Nichols, der vorher bei Dodge tätig war. Das Werk befand sich in Elyria in Ohio. Im gleichen Jahr begann die Produktion von Automobilen. Der Markenname lautete Falcon-Knight. Anfangs entstanden 60 Fahrzeuge täglich. Am 31. Mai 1927 wurde das 3000. Fahrzeug fertiggestellt. Im Dezember 1927 gab Nichols bekannt, dass während der ersten neun Monate der Produktion 10.000 Fahrzeuge bestellt wurden. 1927 entstanden 5719 Fahrzeuge und 1928 noch 5322. Im Januar 1929 wurden nur noch einzelne Fahrzeuge aus vorhandenen Teilen montiert. Daraufhin nutzte Willys-Overland das Werk für den Karosseriebau.

## Fahrzeuge
Anfangs gab es das Model 10. Eine Quelle gibt einen Sechszylindermotor mit 71,4375 mm Bohrung und 98,425 mm Hub an, was 2367 cm³ Hubraum ergibt.
Modellpflege führte zum Model 12. Eine vergrößerte Bohrung von 74,6125 mm führte zu 2582 cm³ Hubraum. Es sollte die Lücke im Willys-Angebot zwischen dem Whippet und dem Willys-Knight füllen. Ein Sechszylinder-Schiebermotor mit 45 PS Leistung trieb die Fahrzeuge an. Das Fahrgestell hatte 278 cm Radstand. Zur Wahl standen Coupé mit zwei Sitzen, Brougham mit vier Sitzen, zwei- und viertürige Limousinen mit fünf Sitzen und ein Gray Ghost genannter Roadster.
Eine blaue Limousine aus der aufgelösten Aalholm Automobile Collection in Dänemark wurde 2012 für 123.200 Dänische Krone versteigert. Ein Model 10 als Tourenwagen von 1927 wurde 2013 für 28.750 Pfund Sterling versteigert. Dieses Fahrzeug trägt die Fahrgestellnummer 11400.